# 嵐山 (香港)

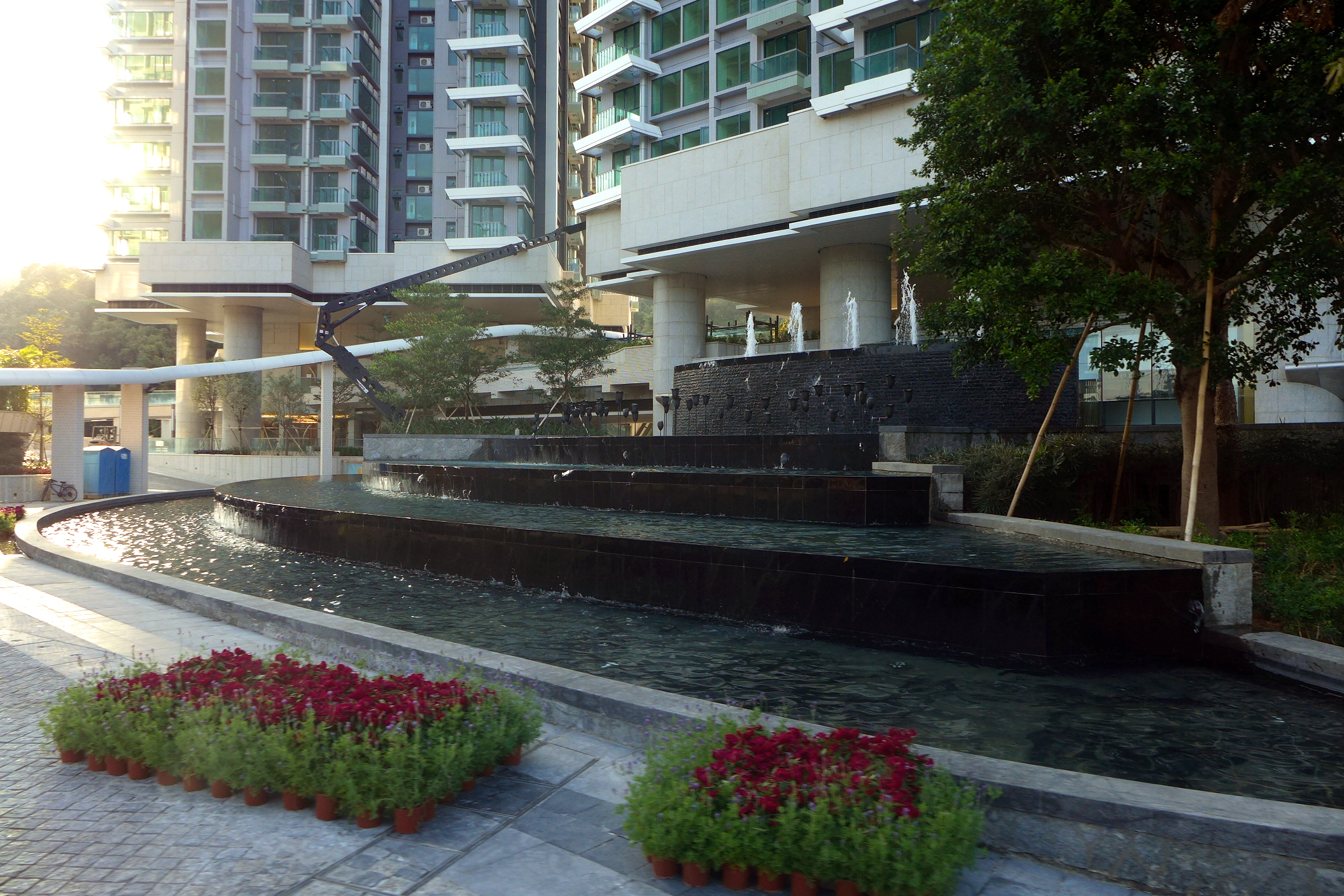
嵐山住宅入口水池

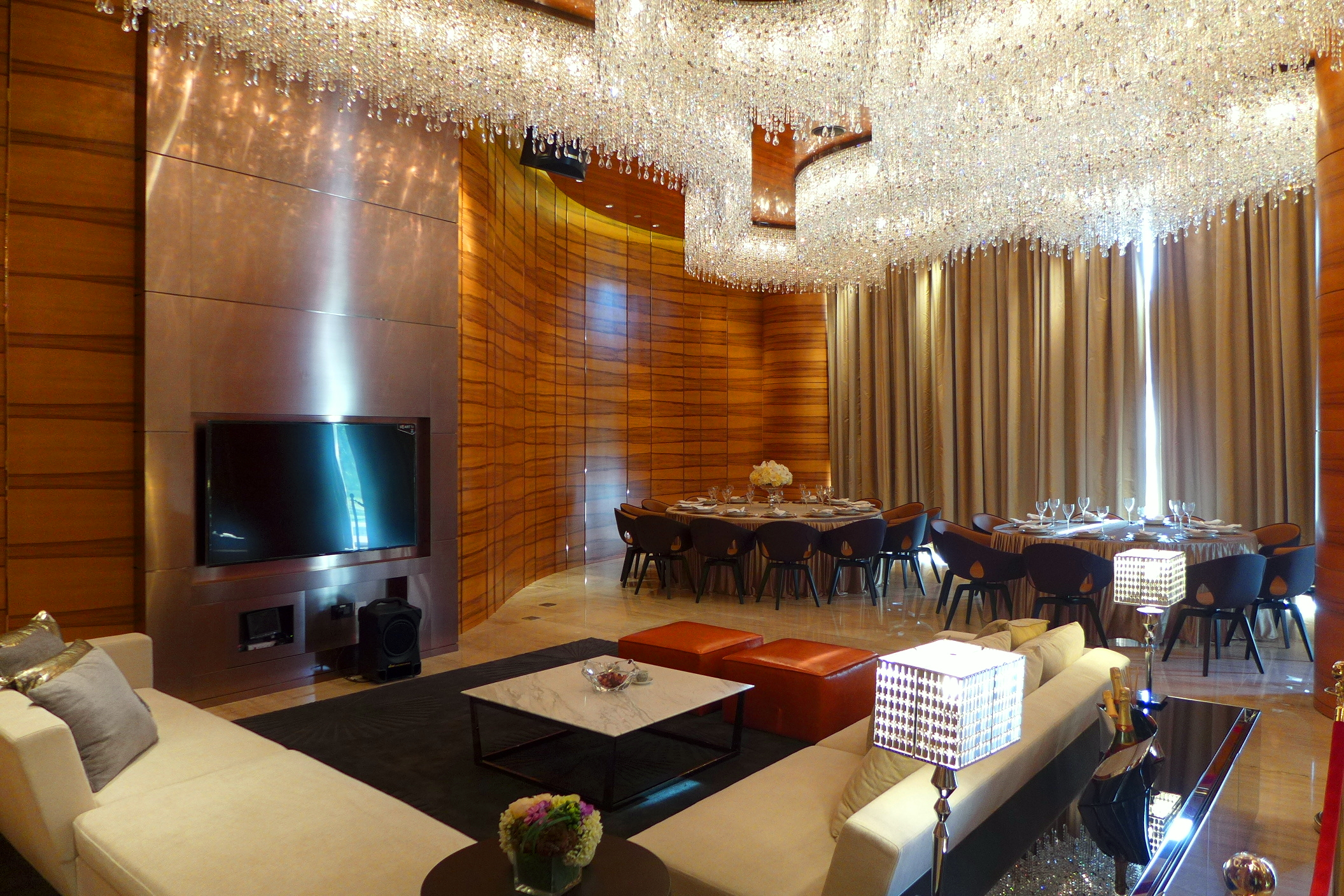
嵐山住客會所「御樂薈」宴會廳

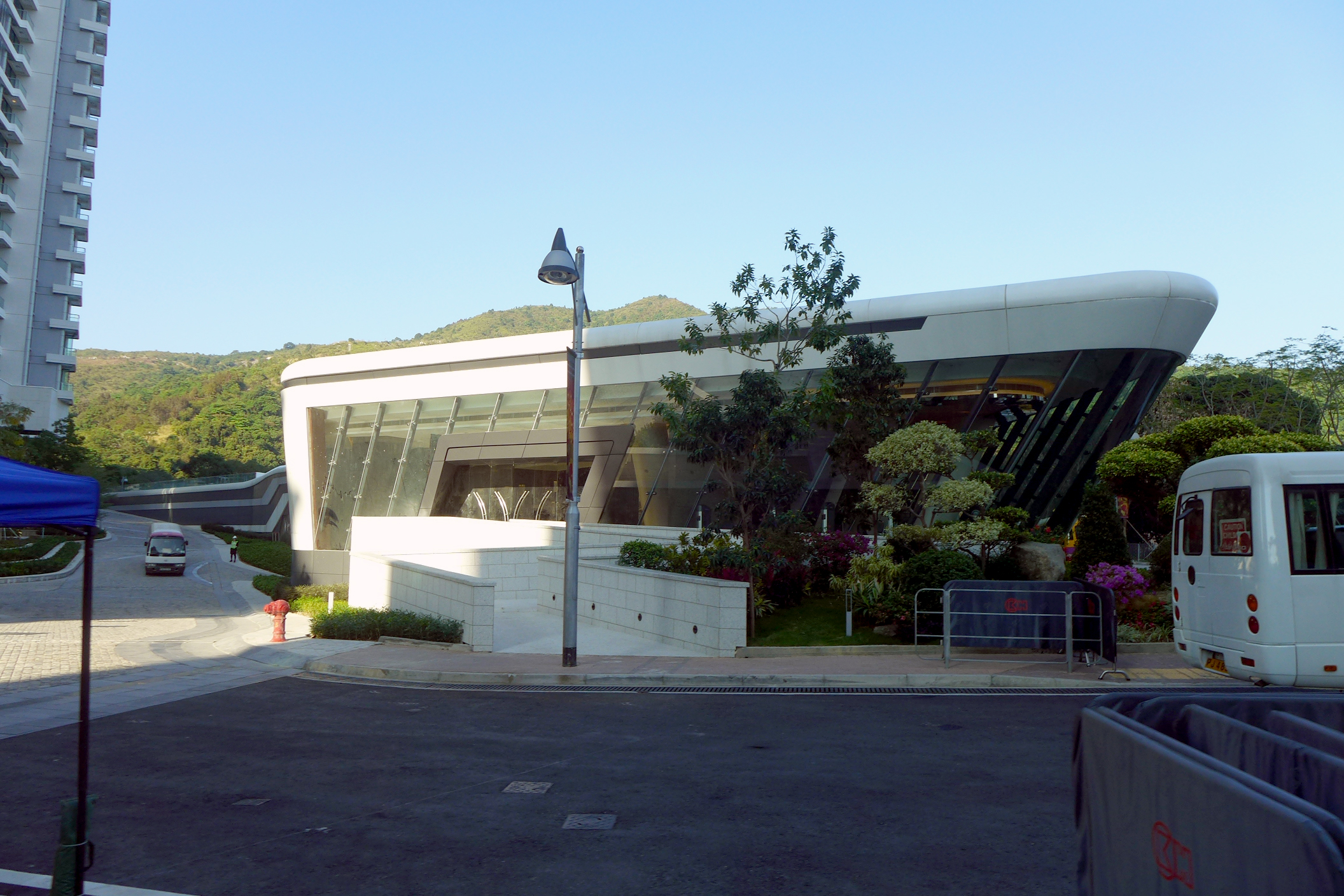
嵐山住客會所House Amuser

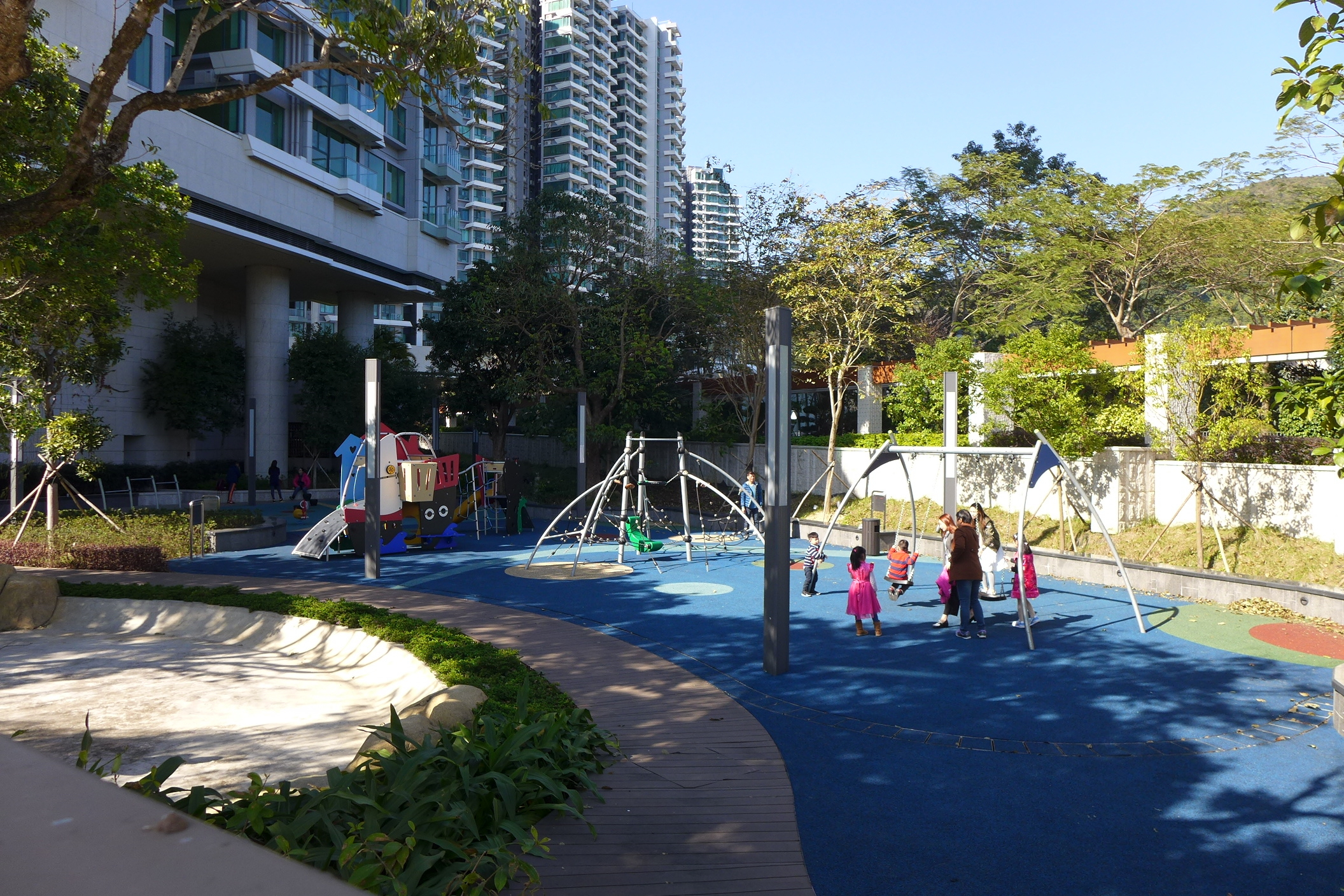
兒童遊樂場

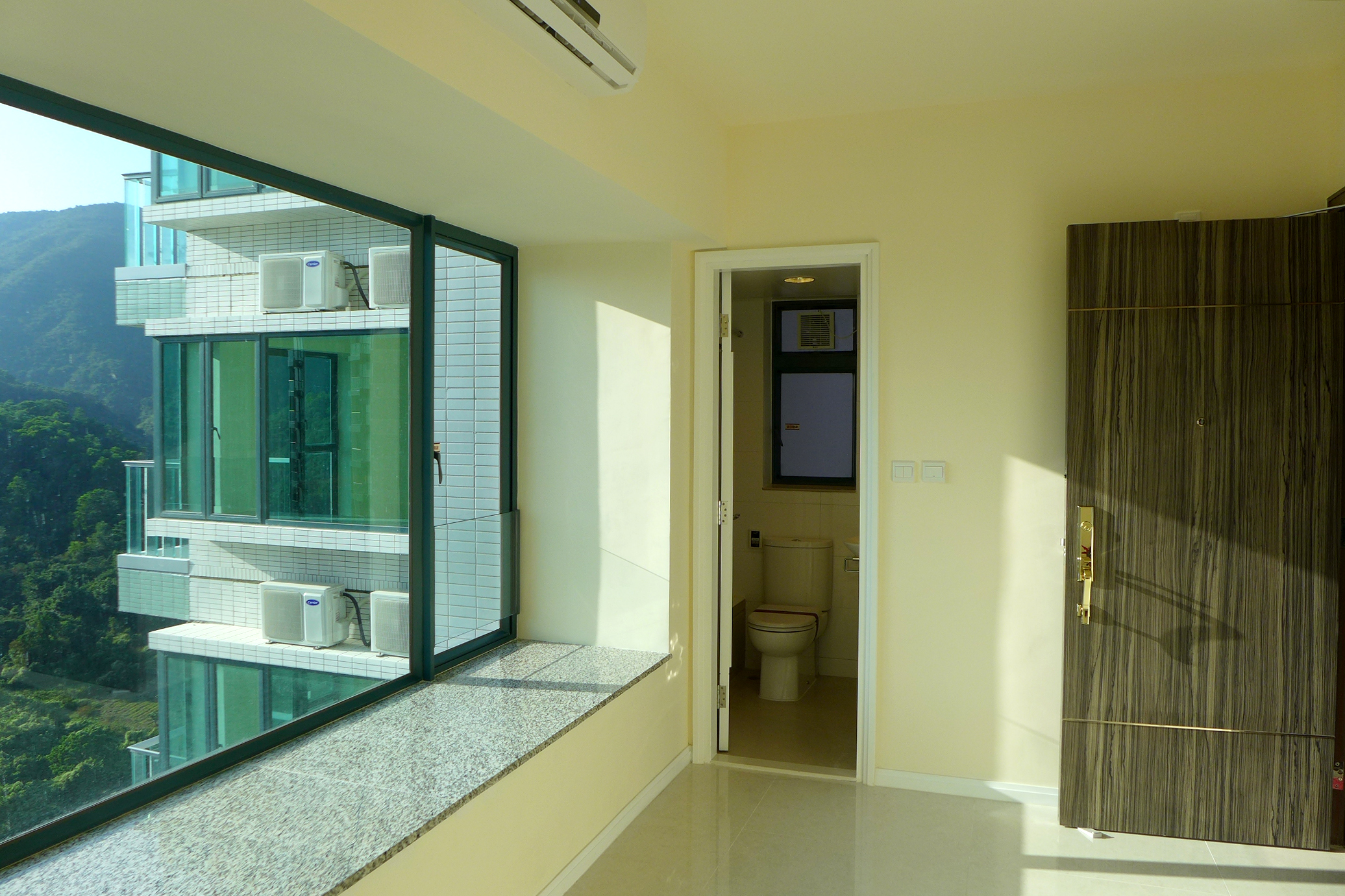
嵐山開放式單位實用面積只有177平方呎，被傳媒形容為「高級劏房」

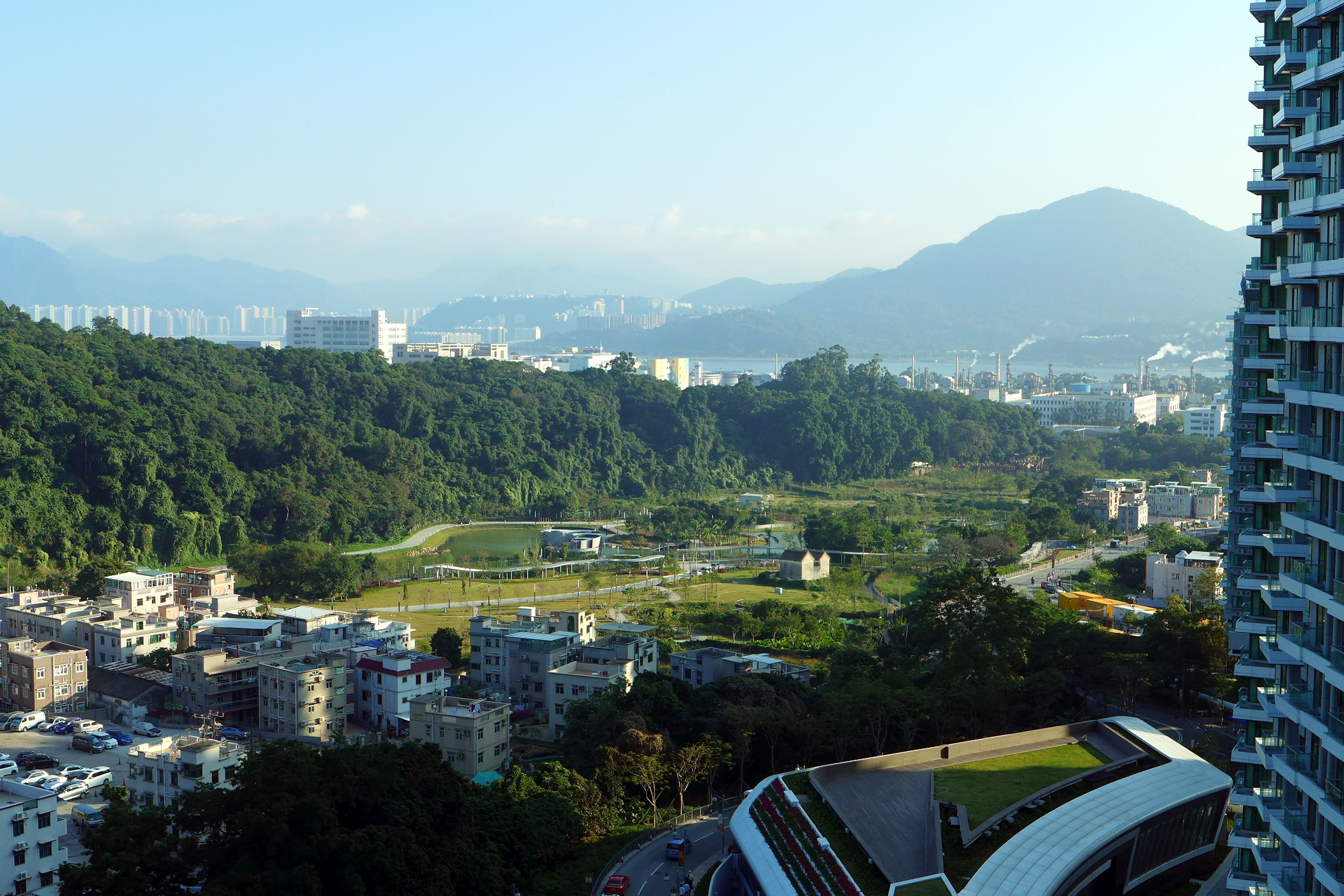
項目東南部分保留作農業用途，為佔地逾100萬方呎的「芊色花園」，唯一直未有對外開放

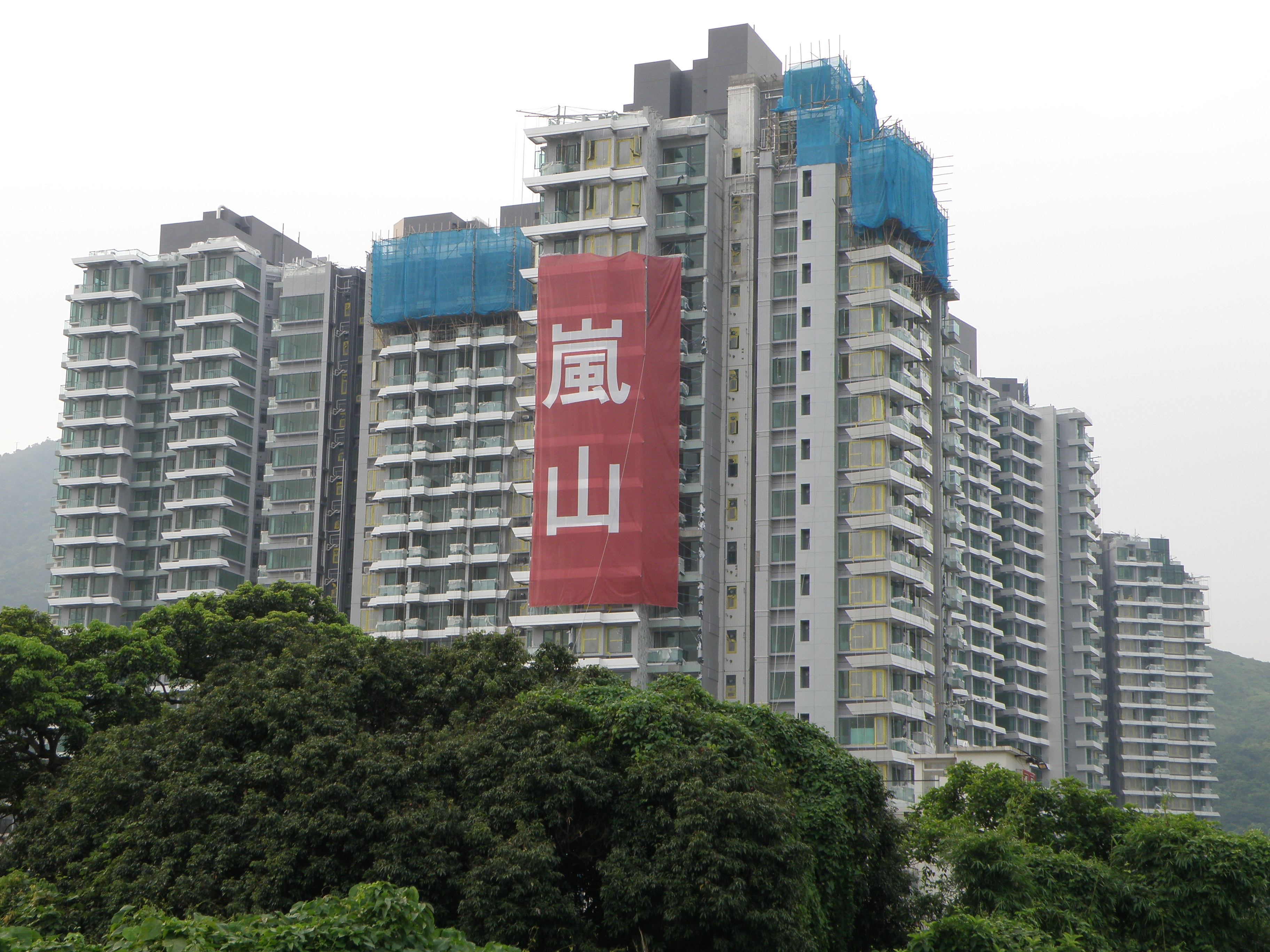
興建中的嵐山 (2014年7月)

嵐山（英語：Mont Vert）位於香港新界大埔鳳園，為長江實業大型私人屋苑綜合發展項目。全屋苑共有8座住宅大廈，提供共1,071伙單位。分2期發展，其中第一期設有6座住宅大廈(第3，5-9座)，於2014年7月17日開售，示範單位及售樓處位於紅磡置富都會，設3房示範單位及交樓標準戶各2個，沒有製作該開放式戶示範單位。項目於2015年3月入伙；至於嵐山第2期共2座279伙（即第1、2座），於2014年10月開售，於2016年1月入伙。
嵐山的電視廣告的背景音樂是王梓軒主唱的《千色》。

## 第一期
嵐山第一期單位第3、5、6、7 座住宅樓層由1或2樓起，第8、9座則設有地下連花園特色戶（單位實用471 至852 方呎、花園416 至1148 方呎），而樓書亦清楚標示相關單位位處地下，而非「平台」。此外，第3至7座均建於基座之上，即使是最低層，亦不會與外面的鳳園路處於相同水平線；惟8、9 座地下單位的花園部分，則有輕微「沉底」現象，花園較屋苑內的行人路低約1米。
項目主打3房單位（全部另連儲物房），共749伙，佔近七成，可細分為兩款；「入門版」實用736至755方呎（299伙），而「進階版」則由795 至949 方呎（467伙），與前者分別在於多設一個廁所（不設淋浴裝置），連同主人套房浴室和客廁，即單位共設3個洗手間。
項目2房及4房供應較少，2房戶只有47伙，實用面積492至501呎，只見於第8座E及D室，清一色屬淨2房設計；4房亦只有43伙，實用面積932至935呎，採4房（連套房）及個半廁加儲物室，見於第5座B室及7座G室，部分實用面積更少於大3房。
第一期亦設開放式單位，入場費折實約165萬元，分佈於第3、5、6、9 座H 室，6、7、8 座A 室，7 座D 室，實用只介乎177 至196 方呎，浴室均裝有浴缸。另除第6、9 座開放式單位只設備餐間外，其餘4座的同類單位均建有梗牆的正規廚房，惟樓書顯示，這類迷你戶未有隨樓附送煮食爐具和廚房配套家電，而只送冷氣機和抽氣扇。

### 特色單位
特色單位設36伙，包括連天台戶、複式戶、連平台戶、地下連花園戶，實用面積471至1,718呎，當中複式戶有3個，實用面積1,625及1,718呎。另外，設8個地下連花園戶，其中部分地下花園戶靠近園林花園行人路。值得留意的是，8座29樓A室及9座28樓C、F室的連平台單位，其平台設於單位外，並非與單位接連，換言之，住戶需步出單位外，經電梯大堂的另一大門才能進入平台。

### 原本土地興建項目
原本嵐山為別墅形式興建,後來改用大廈式設計

## 會所
嵐山設有7.7 萬方呎住客會所，名為「Club Vert」。會所耗資1.9億元打造，設4大主題，提供28項主要康樂設施，供兩期住戶共用。其中名為「House Riviere」會所以水為主題，提供室內外泳池、SPA水療廂房等設施；「House Le Banquet」以宴樂為主題，提供兩大宴會地場「御樂薈」及「君樂薈」，以至娛樂室；「House Amuser」為最多設施的會所，提供健身室、小型影院；「小領袖樂園」設滑梯繩網遊戲、乒乓球室、鋼琴室等，照顧大人及小朋友需要；至於最後一個主題會所名為「House Reunion」，設「環翠小屋」及「友翠野火會」，提供空間予住戶舉行派對。

## 其他設施
另外發展商亦曾公布，項目包括面積達4,037方呎的幼稚園，以及擁有逾10萬呎園林花園。

### 芊色花園
項目東南部分於2000至2004年有條件通過城規會規劃申請，保留作農業用途，為鳳園的「綠肺」農業用途，佔地逾100萬方呎的「芊色花園」，會用上太陽能熱水，戶外也採用太陽能照明設施及可再生能源展覽區，該處重置一個傳統中國農莊，並提供設施予公眾及學校團體等參觀，帶出環保生活訊息。根據地契條款及政府回覆，發展商長實需提交「芊色花園」的詳細管理及維修保養計劃。
唯「芊色花園」一直未有對外開放，現時處於荒廢狀態，雜草叢生，日久失修。地政總署發言人稱，地契並無規定「芊色花園」是否需對外開放。長實回覆指該花園為私人擁有的農業及相關用地，沒有承諾對外開放。同時指花園遭颱風吹襲而受破壞，已督促承包商盡快進行保養及維修工作。立法會議員朱凱廸批評，事件反映政府與發展商訂立地契條款有漏洞，令發展商無需負責管理。業權人只需清除雜草，即可滿足地契要求。區議員稱一直要求政府爭取接管該花園，惟至今仍未有明確答覆。
到2018年12月，部分花園範圍經簡單修復後，改稱為「蝶豆花園」有機農莊，接受團體預約和市民參觀，2019年初正式營業，2022年4月11日暫停開放，直至另行通知。

## 景觀
嵐山第一期三面被群山包圍，一面向吐露港，主要有山景、遠海景及園景。由於項目坐落鳳園蝴蝶保育區旁，而周邊屬於鄉郊式發展地區，故低層單位景觀以附近村屋為主。
至於中、高層向東單位，則望鴉山景觀及內園景，而東南面可望目前正興建的公園。部分向南單位，向大埔工業邨方向，有機會遠望大埔海濱公園及吐露港景觀。西面單位入伙時主要望九龍坑山及林村郊野公園景觀，惟已被及後落成富蝶邨二期遮擋，第一、二座高層遠眺大埔市景。至於向北大部分單位望山景，主要望屏風山、鳳園谷及八仙嶺郊野公園景觀。
而第三及第五座部份低層單位對開的園林花園內，有一個直徑約3 米的墳墓，為鳳園村麥氏家族所有，已有超過300年的歷史。據了解發展商曾希望與族人洽談搬遷事宜，多年前已被一口拒絕。趙國雄則笑言，在新界區內有祖墳屬常見之事，亦正正表明項目位處風水之地，「諗得過」，只要「行得正、企得正」就無需擔心。。

## 銷售爭議

### 疑似綑綁式銷售單位
屋苑內其中一款單位實用面積只有177平方呎，當中窗台部份已佔13平方呎，這種佈局連放置一床一櫃均有難度，售價也不便宜，被傳媒形容為「高級劏房」。奇怪的是與相鄰單位的間隔牆頗為單薄，有疑似綑綁式銷售之嫌，事件引起一手住宅銷售物業監管局的關注。

### 一度不能參觀現樓單位
長實要求大埔嵐山買家購買前，需簽定「不睇現樓」同意書。銷監局批評，發展商根本沒有打算盡任何努力，向準買家開放現樓單位供參觀，否則不會一刀切要求所有買家簽署「無參觀同意書」，作為換取抽籤資格的條件，強調安排嚴重違背條例精神及嚴重損害準買家利益。
長實重申銷售手法並無不當，已安排穿梭巴士接載買家在項目周邊進行參觀，惟當時二期項目正在施工，一期項目亦尚餘部分工程正在進行，兩期項目共用一個出入口，恐施工期間準買家出入會造成安全問題才有此安排。趙國雄坦言，買家未能參觀現樓，如果對此介懷的話，買家需考慮清楚是否認購該項目單位。
而立法會議員直指發展商造法當監管局無到。運輸及房屋局局長張炳良指，已要求嵐山發展商解釋。最後發展商終開放現樓單位。

## 鄰近地方
- 鳳園谷

## 交通
屋苑只有222個車位，大多數住戶需依靠公共交通，長實己向當局申請穿梭巴士營業許可，現投入服務，來往港鐵太和站。於8月19日，穿梭巴士將由28座巴士，改為61座巴士。
除了穿梭巴士，住戶亦可直接在鳳園路乘搭進智公交新界區專線小巴20M線、新界區專線小巴20P線或九龍巴士72C線（單向，祇於星期一至五上午繁忙時間提供服務）往港鐵大埔墟站。雖然20P班次已由最初每隔30分鐘一班加密至8-10分鐘一班；72C更只得一班，但住客無法直接於大埔中心轉乘巴士前往其他地區。直至2016年3月20日，20M投入服務，此問題才得到解決。2016年12月12日，九龍巴士74E線投入服務，方便住戶於平日繁忙時間往返九龍東。2019年6月3日，九龍巴士73P線投入服務，方便住戶於平日早上繁忙時間前往葵興、葵芳、葵福路一帶工業區及荃灣楊屋道。此外，住客還可沿鳳園路步行出汀角路乘搭小巴或巴士。

## 外部連結
- 嵐山業主討論區 （页面存档备份，存于）
- 嵐山業主討論區 Facebook 專頁 （页面存档备份，存于）

22°27′55″N 114°10′47″E / 22.465350°N 114.179731°E